# Paillencourt
Paillencourt és un municipi francès, situat a la regió dels Alts de França, al departament del Nord. L'any 2006 tenia 982 habitants.

## Demografia
| 1962                                       | 1968 | 1975 | 1982  | 1990 | 1999 | 2006 |
| ------------------------------------------ | ---- | ---- | ----- | ---- | ---- | ---- |
| 935                                        | 946  | 943  | 1.006 | 930  | 950  | 982  |
| Des de 1962: població sense dobles comptes |      |      |       |      |      |      |

## Administració
| Període   | Identitat       | Partit |
| --------- | --------------- | ------ |
| 2001-2008 | René Charlet    | PS     |
| 2008-     | Didier Delmotte |        |